# Adam Gustaf Afzelius
Adam Gustaf Afzelius (20. dubna 1905 Kodaň – 18. února 1957 Cori) byl dánský historik.
V roce 1935 získal titul dr. fil. za práci Den romerske nobilitets omfang. Na jaře roku 1936 se stal asistentem na Aarhuské univerzitě, kde se zabýval klasickou filologií a historií. Roku 1939 byl odborným asistentem historie na stejném místě, a v roce 1946 se stal profesorem. Profesura byla složena v roce 1949, přesněji řečeno, profesura ze starověké historie a zároveň se Afzelius stal vedoucím odboru pravěkých a středověkých dějin na univerzitě. V letech 1956–1957 byl prvním ředitelem Dánského institutu v Římě.